# Kyzir White
Kyzir Rasim White (Macungie, Pensilvania, 24 de marzo de 1996) más conocido como Kyzir White, es un jugador profesional estadounidense de fútbol americano que se desempeña en la posición de linebacker en Arizona Cardinals, equipo de la National Football League (NFL).

## Carrera
Fue seleccionado en la cuarta ronda en la Reunión Anual de Selección de Jugadores de la NFL de 2018. Hizo su debut profesional con el equipo Los Angeles Chargers, en el cual jugó cuatro temporadas (2018-2022), después pasó a Philadelphia Eagles (2022-2023), luego a Arizona Cardinals, donde lleva jugando una temporada.